# Liz Phair (альбом)
Liz Phair — четвёртый студийный альбом американской певицы Лиз Фэр, выпущенный 24 июня 2003 года.

## Отзывы критиков
| Совокупная оценка    | Совокупная оценка |
| Источник             | Оценка            |
| -------------------- | ----------------- |
| Metacritic           | (40/100)          |
| Оценки критиков      |                   |
| Источник             | Оценка            |
| AllMusic             | [ 2 ]             |
| Entertainment Weekly | A−                |
| The Guardian         | [ 4 ]             |
| Pitchfork Media      | (0/10)            |
| PopMatters           | [ 6 ] [ 1 ]       |
| Robert Christgau     | A                 |
| Rolling Stone        | [ 8 ]             |
| Slant Magazine       | [ 9 ]             |
| Stylus Magazine      | F                 |
| Spin                 | (5/10)            |

Несмотря на то, что альбом представил Фэр популярной аудитории в первый раз, его успех вызвал негативную реакцию со стороны критиков и разочарование поклонников её предыдущих работ. Многие охарактеризовали её «продажной» и «пиньятой для критиков». После релиза Liz Phair получил смешанные отзывы от современных музыкальных критиков, получив на Metacritic суммарную оценку 40/100 на основе 21 профессионального отзыва. Меган О’Рурки из The New York Times назвала свою рецензию на альбом «изгнание Лиз Фэр в Аврил-вилль». О’Рурки выразила разочарование относительно «подросткового» звучания и пришла к выводу, что Фэр «совершила позорную форму самоубийства своей карьеры». Стивен Томас Эрлевайн из AllMusic опубликовал смешанную рецензию. Он выразил мнение, что «нет ничего плохого в изменении стиля, но есть поразительное отсутствие глубины в словах, которые воспринимаются слишком буквально, или же её музыка, чьи хуки слишком очевидные и недостаточно заискивающие».

## Список композиций
Слова и музыка всех песен — Лиз Фэр, кроме отмеченных.
| №   | Название                                           | Автор(ы)                    | Длительность |
| --- | -------------------------------------------------- | --------------------------- | ------------ |
| 1.  | «Extraordinary»                                    | Фэйр, Кристи, Эдвардс, Спок | 3:25         |
| 2.  | «Red Light Fever»                                  | Фэйр, Гэри Кларк            | 4:52         |
| 3.  | «Why Can't I?»                                     | Фэйр, Кристи, Эдвардс, Спок | 3:28         |
| 4.  | «It's Sweet»                                       |                             | 2:55         |
| 5.  | «Rock Me»                                          | Фэйр, Кристи, Эдвардс, Спок | 3:21         |
| 6.  | «Take A Look»                                      |                             | 3:29         |
| 7.  | «Little Digger»                                    |                             | 3:36         |
| 8.  | «Firewalker»                                       |                             | 4:29         |
| 9.  | «Favorite»                                         | Фэйр, Кристи, Эдвардс, Спок | 3:24         |
| 10. | «Love/Hate»                                        |                             | 3:43         |
| 11. | «H.W.C.» (Не входит в оригинальную версию альбома) |                             | 2:56         |
| 12. | «My Bionic Eyes»                                   |                             | 3:52         |
| 13. | «Friend of Mine»                                   |                             | 3:44         |
| 14. | «Good Love Never Dies»                             |                             | 3:00         |